# Mercedes-Benz
Mercedes-Benz  (adeseori prescurtat ca Mercedes ori doar Benz) este o marcă germană consacrată de automobile, autobuze, camioane și autoutilitare care este proprietatea companiei pe acțiuni DaimlerChrysler AG (cunoscută înaintea fuziunii sale cu Chrysler ca Daimler-Benz).
În 2011, Mercedes-Benz era al doilea mare producător de vehicule de lux la nivel mondial.
Compania Daimler-Benz AG a fost înființată în 28 iunie 1926 când două companii, Benz & Cie. și Daimler Motoren Gesellschaft (DMG), au fuzionat.
Fondată în 1883, Benz & Cie., a fost una dintre cele mai importante dintre companiile fondate de Karl Benz, fiind și unul dintre cei mai vechi producători de autovehicule. DMG a fost o altă companie axată pe construcția de autovehicule, fondată de Gottlieb Daimler și Wilhelm Maybach în 1890. În 1900, Daimler a murit, iar Maybach a părăsit compania fondată de cei doi în 1890. Pe vremea aceea, cele două companii deveniseră deja rivale.
În 1924, datorită situației economice dezastruoase în care se găsea Republica de la Weimar, cele două companii rivale au intrat într-o "Înțelegere de interese mutuale", care le permitea să producă și să vândă propriile produse în mod independent și care urma să fie valabilă 75 de ani, până în anul 2000. După numai doi ani, în 1926, odată cu fuziunea oficială a companiilor Benz & Cie. și Daimler Motoren Gesellschaft, numele Mercedes-Benz a fost creat.
În anul 2010, vânzările Mercedes-Benz au crescut cu 15%, la 1,17 milioane de bucăți..

## Modele

### Modele istorice
- 1928: SSK
- 1930: 770 "Grosser Mercedes"
- 1934: 500 K
- 1936: 260 D (primul automobil diesel produs în serie)
- 1936: 170
- 1938: W195
- 1951: Mercedes-Benz 300, cunoscut ca "Adenauer Mercedes"
- 1953: Mercedes-Benz Ponton
- 1954: 300SL "Gullwing"
- 1959: Mercedes-Benz Fintail
- 1960: 220SE Cabriolet
- 1963: 600 "Grand Mercedes"
- 1963: 230SL "Pagoda"
- 1965: Clasa S
- 1966: 300SEL 6.3
- 1968: Mercedes-Benz W115
- 1969: C111 (vehicul experimental)
- 1972: Mercedes-Benz W107 350SL
- 1974: 450SEL 6.9
- 1974: 240D
- 1976: 300D
- 1979: 500SEL și Clasa G
- 1983: 190E 2.3-16
- 1986: Primul 'E-Class'
- 1991: 600SEL
- 1993: Primul 'C-Class'
- 1995: C43 AMG
- 1995: Mercedes-Benz SL73 AMG, 7.3 V12 (cel mai mare motor pus vreodată într-un Mercedes-Benz)
- 1996: Mercedes-Benz Renntech E7.4RS
- 1997: Mercedes-Benz Clasa M
- 1996: Mercedes-Benz CLK
- 1997: Mercedes-Benz SLK
- 2004: Mercedes-Benz SLR McLaren
- 2004: Mercedes-Benz CLS
- 2007: E320, GL320 Bluetec, ML320 Bluetec, R320 Bluetec
- 2009: Mercedes-Benz SLR Stirling Moss
- 2010: Mercedes-Benz SLS AMG

### Modele actuale
- Clasa A (2018–prezent)
- Clasa B (2019–prezent)
- Clasa C (2021–prezent)
- Clasa CLA (2019–prezent)
- CLS (2018–prezent)
- Clasa E (2016–prezent)
- Clasa S (2020–prezent)
- Clasa G (2018–prezent)
- GLA (2019–prezent)
- GLB (2019–prezent)
- GLC (2022–prezent)
- GLE (2019–prezent)
- GLS (2019–prezent)
- Clasa V (2014–prezent)
- GT (2014–prezent)
- GT 4-Door Coupé (2018–prezent)
- Clasa SL (2022–prezent)
- One (2022–prezent)
- EQA (2021–prezent)
- EQB (2021–prezent)
- EQC (2019–prezent)
- EQE (2022–prezent)
- EQS (2021–prezent)
- EQV (2020–prezent)